# Vuelta al País Vasco 1929
La VI Vuelta al País Vasco, disputada entre el 7 de agosto y el 11 de agosto de 1929, estaba dividida en 4 etapas para un total de 723 km.
Para esta primera edición se inscribieron 73 ciclistas, de los que finalmente participaron 51 y finalizaron la prueba 44 de ellos.
El vencedor final fue el ciclista belga Maurice Dewaele, convirtiéndose en el primer ciclista en repetir victoria.

## Etapas
| Etapa    | Fecha    | Recorrido                           | km  | Vencedor de la Etapa | Líder de la general |
| -------- | -------- | ----------------------------------- | --- | -------------------- | ------------------- |
| 1ª etapa | 07/08/29 | Bilbao - Vitoria                    | 180 | Marcel Bidot         | Marcel Bidot        |
| 2ª etapa | 08/08/29 | Vitoria - Pamplona                  | 150 | André Leducq         | Marcel Bidot        |
| 3ª etapa | 09/08/29 | Pamplona - San Sebastián            | 216 | Maurice Dewaele      | Maurice Dewaele     |
| 4ª etapa | 11/08/29 | San Sebastián - Guecho (Las Arenas) | 177 | Nicolas Frantz       | Maurice Dewaele     |

## Clasificaciones
| \| 1. \| Maurice Dewaele \| Bélgica \| 24h 27' 55s \| \| 2. \| Marcel Bidot \| Francia \| a 4' 35s \| \| 3. \| Nicolas Frantz \| Luxemburgo \| a 7' 16s \| \| 4. \| André Leducq \| Francia \| a 17' 14s \| \| 5. \| Mariano Cañardo \| España \| a 28' 22s \| \| 6. \| Julien Vervaecke \| Bélgica \| a 29' 11s \| \| 7. \| Victor Fontan \| Francia \| a 36' 53s \| \| 8. \| Benoit Faure \| Francia \| a 44' 18s \| \| 9. \| Aime Deolet \| Bélgica \| a 46' 48s \| \| 10. \| Salvador Cardona \| España \| a 53' 48s \| |                  |            |             |
| 1. | Maurice Dewaele  | Bélgica    | 24h 27' 55s |
| 2. | Marcel Bidot     | Francia    | a 4' 35s    |
| 3. | Nicolas Frantz   | Luxemburgo | a 7' 16s    |
| 4. | André Leducq     | Francia    | a 17' 14s   |
| 5. | Mariano Cañardo  | España     | a 28' 22s   |
| 6. | Julien Vervaecke | Bélgica    | a 29' 11s   |
| 7. | Victor Fontan    | Francia    | a 36' 53s   |
| 8. | Benoit Faure     | Francia    | a 44' 18s   |
| 9. | Aime Deolet      | Bélgica    | a 46' 48s   |
| 10. | Salvador Cardona | España     | a 53' 48s   |

| \| 1. \| Mariano Cañardo \| FC Barcelona \| 24h 56' 17s \| \| 2. \| Salvador Cardona \| Elvish \| a 25' 26s \| \| 3. \| Víctor Trueba \| S.Ciclista Cántabra \| a 28' 56s \| \| 4. \| Valeriano Riera \| Independiente \| a 30' 50s \| \| 5. \| José Trueba \| S.Ciclista Cántabra \| a 1h 00' 46s \| \| 6. \| Francisco Cepeda \| S.C.Bilbaína \| a 1h 03' 42s \| \| 7. \| Federico Ezquerra \| C.C. Eibarres \| a 1h 04' 18s \| \| 8. \| Jesús Dermit \| S.C.Bilbaína \| a 1h 09' 58s \| \| 9. \| Eugenio Madrazo \| Independiente \| a 1h 12' 54s \| \| 10. \| Segundo Barruetabeña \| Oca \| a 1h 18' 40s \| |                      |                     |              |
| 1. | Mariano Cañardo      | FC Barcelona        | 24h 56' 17s  |
| 2. | Salvador Cardona     | Elvish              | a 25' 26s    |
| 3. | Víctor Trueba        | S.Ciclista Cántabra | a 28' 56s    |
| 4. | Valeriano Riera      | Independiente       | a 30' 50s    |
| 5. | José Trueba          | S.Ciclista Cántabra | a 1h 00' 46s |
| 6. | Francisco Cepeda     | S.C.Bilbaína        | a 1h 03' 42s |
| 7. | Federico Ezquerra    | C.C. Eibarres       | a 1h 04' 18s |
| 8. | Jesús Dermit         | S.C.Bilbaína        | a 1h 09' 58s |
| 9. | Eugenio Madrazo      | Independiente       | a 1h 12' 54s |
| 10. | Segundo Barruetabeña | Oca                 | a 1h 18' 40s |